# Balthasar Lawers

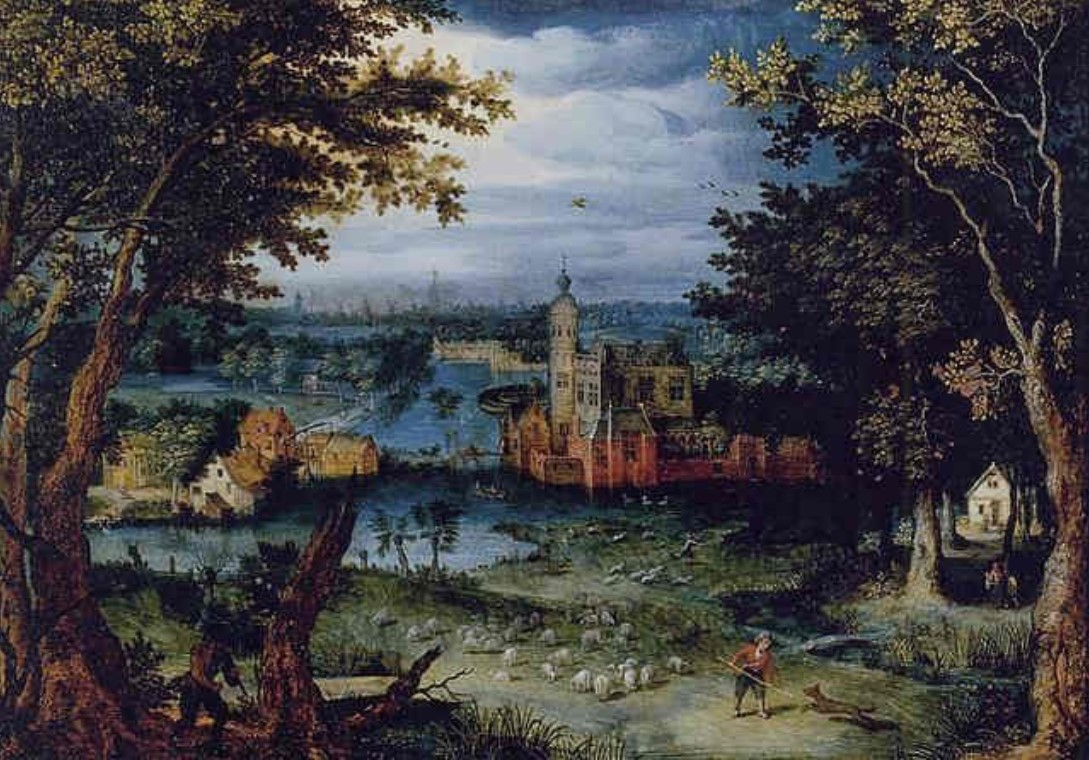
Paesaggio boscoso con un giardino floreale e un castello

Balthasar Lawers (Anversa, 1578 – Roma, 1645) è stato un pittore fiammingo.

## Biografia
Del pittore fiammingo Balthasar Lawers o Lauwers - italianizzato in Baldassare Lauri - che sposò Elena Cousin, si conoscono tre figli: il maggiore Francesco (1610-1635) pittore paesaggista, morto troppo giovane per lasciare risultati maturi della sua presenza artistica; il minore Filippo (1623-1694), anch'egli pittore e il più noto della dinastia; Brigida che nel 1642 sposò il pittore barocco Angelo Caroselli, al suo secondo matrimonio, e che ebbe due figli, di cui il maggiore morto in tenera età. Le scarne notizie sulla vita di Balthasar Lawers si desumano dalla Vita di Filippo Lauri, scritta da Francesco Saverio Baldinucci tra il 1725 e il 1730 e pubblicata nel 1959.
Balthasar Lawers era allievo di Paul Brill e si formò ad Anversa. Con il suo maestro Brill arrivò in Italia e si fermò prima a Milano, quindi approdò a Roma. Ebbe con ogni probabilità rapporti con la "Bent" (Nederlandsche Schildersbent), cioè la "Banda dei pittori neerlandesi", una particolare forma di aggregazione tra pittori, scultori, incisori che vivevano a Roma e provenivano dai Paesi Bassi e dalle Fiandre. Giovani, irrequieti e gaudenti, essi erano chiamati bentveughels, cioè "uccelli della banda". Avevano posto radici negli studi intorno a piazza di Spagna, nella zona compresa tra via Margutta, via Sistina e via del Babuino e erano in aperto contrasto con l’Accademia di San Luca. Sulla scia di Caravaggio, che avevano preso a modello, avevano optato per una formula anticlassica e realistica, in opposizione al naturalismo promosso dalle accademie. Nel 1633 il loro atteggiamento provocatorio sfociò in una causa contro l’Accademia di San Luca, poiché gli artisti nordici rifiutavano di pagare la tassa annua, a favore dell'Accademia, stabilita da un Breve di Urbano VIII.

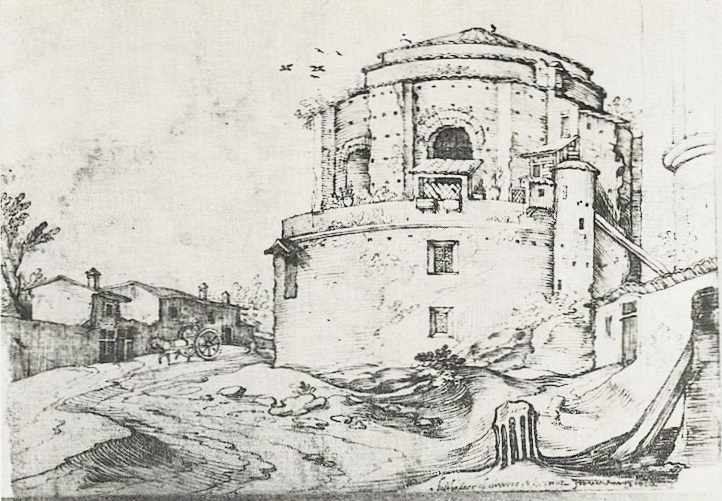
Santa Maria della Febbre, 1616

Federico Zeri ha attribuito a Balthasar Lawers una tela che rappresenta La morte di Cleopatra e il cui autore era prima indicato come pseudo-Caroselli. Le superfici accuratamente levigate tradiscono al contrario una impostazione ancora cinquecentesca. Nella figura umana sono evidenti licenze anatomiche e l'espressività è grottesca, quasi caricaturale, realistica e materialistica, ben distante quindi dall’idealizzazione della pittura barocca italiana e, al contrario, vicina alla tradizione pittorica fiamminga.